# Arturo Sandoval
Arturo Sandoval (Artemisa, 1949. november 6. –) kubai-amerikai dzsessztrombitás, zongorista, ütős, zeneszerző.

## Pályakép
Sandoval egy szegény családban született Artemisában, egy kis faluban, Kubában. Tizenhárom évesen kezdett zenélni a falusi zenekarban, miután megtanulta a zeneelmélet alapjait.
Sok hangszeren játszott, végül a trombita mellett kötött ki. Kezdetben utcazenészekkel játszott. 1964-ben beiratkozott a Cuban National School of Artsba, ahol klasszikus trombitára szakosodott. Helyet kapott az ország legtangosabb nemzeti együttesében. Segített megalapítani az Orquesta Cubana de Musica Modernát.
1981-ben saját együttesével turnézott világszerte. A következő évben Dizzy Gillespie-vel turnézott, aki barátja és mentora lett. 1982-84 között Kuba legjobb hangszeresének választották.
Vendégművész volt a BBC-nél és a Leningrad Symphony Orchestra-nál.
1989-ben Gillespie meghívta Sandovalt az Egyesült Nemzetek Szervezetének zenekarába. Ezzel a zenekarral egy körút során Sandoval elment az amerikai athéni nagykövetségre Gillespie-vel, aki segített neki Kubából való disszidálásban. 1998. december 7-én lett amerikai állampolgár lett.
Sandoval latin dzsesszt játszott Paquito D'Riverával, Tito Puente-vel és Chico O'Farrill-lel. Kubai zenét Miamiban, klasszikus zenét pedig Angliában és Németországban.
Az 1990-es években a GRP All-Star Big Band tagja volt. 2014-ben fellépett az Eastman Színházban Zane Musával, Dave Siegellel, Teymur Phellel, Johnny Fridayvel és Armando Arce-szal.
Sandoval tanított a Florida International University-n és a Whitworth University-n. Fellépett a Angeles Philharmonic-kal, Pittsburgh Symphony együttessel. Sandoval egy klasszikus trombitaversenyt is komponált, amelyet a London Symphony Orchestra-val adott elő, amit lemezre is rögzítettek.

## Albumok
- Turi (1981)
- Arturo Sandoval y Su Grupo (1982)
- To a Finland Station with Dizzy Gillespie (1982)
- Breaking the Sound Barrier (1983)
- Tumbaito (1986)
- No Problem (1987)
- Straight Ahead (1988)
- Plays for the Pandas (1988)
- Just Music (1989)
- Arturo Sandoval (1991)
- Flight to Freedom (1991)
- I Remember Clifford (1992)
- Dream Come True (1993)
- Danzón (1994)
- The Classical Album (1994)
- Arturo Sandoval & the Latin Train (1995)
- Swingin'(1996)
- Hot House (1998)
- Americana (1999)
- Los Elefantes with Wynton Marsalis (1999)
- For Love or Country: The Arturo Sandoval Story (2000)
- Jam Miami (2000)
- Ronnie Scott's Jazz House (2000)
- L. A. Meetings (2001)
- My Passion for the Piano (2002)
- Trumpet Evolution (2003)
- Live at the Blue Note (2005)
- Rumba Palace (2007)
- Mambo Nights (2009)
- A Time for Love (2010)
- Dear Diz (Every Day I Think of You) (2012)
- At Middleton (2014)
- Live at Yoshi's (2015)
- Ultimate Duets (2018)
- Christmas at Notre Dame (2018)
- Rhythm & Soul (2022)

## Filmek
- Arturo Sandoval az IMDb-n

## Díjak
- 1999: Amerikai Könyvdíj
- 2013: Presidential Medal of Freedom. (President Barack Obama)
- 2023: Latin Grammy Lifetime Achievement Award (életműdíj)

## Fordítás
Ez a szócikk részben vagy egészben  az   Arturo Sandoval című angol Wikipédia-szócikk ezen változatának fordításán alapul.  Az eredeti cikk szerkesztőit annak laptörténete sorolja fel. Ez a jelzés csupán a megfogalmazás eredetét és a szerzői jogokat jelzi, nem szolgál a cikkben szereplő információk forrásmegjelöléseként.